# Patrik Klüft
Arne Patrik Klüft (né Arne Patrik Kristiansson le 3 juin 1977 à Göteborg) est un athlète suédois spécialiste du saut à la perche.

## Carrière
Il se révèle durant la saison 1996 en décrochant la médaille d'argent des Championnats du monde junior de Sydney (5,30 m). En 1998, il établit avec 5,77 m un nouveau record de Suède, performance qu'il améliore en 2001 en effaçant une barre à 5,83 m. En début de saison 2002, Patrik Kristiansson remporte sa première médaille lors d'une compétition internationale majeure en se classant deuxième des Championnats d'Europe en salle de Vienne avec 5,75 m, derrière l'Allemand Tim Lobinger. Durant l'été, il échoue au pied du podium des Championnats d'Europe en plein air de Munich, et améliore son record personnel lors du meeting d'Helsinki (5,85 m). En 2003, le Suédois remporte la médaille de bronze des Championnats du monde de Paris en franchissant une nouvelle fois une barre à 5,85 m. il est devancé par l'Italien Giuseppe Gibilisco et le Sud-africain Okkert Brits.
Patrik Kristiansson a également remporté quatre titre nationaux, en 1998, 2001, 2002 et 2003.
Il est l'époux de Carolina Klüft, spécialiste de l'heptathlon et du saut en longueur.

## Palmarès
| Année | Compétition                         | Lieu     | Résultat | Marque |
| ----- | ----------------------------------- | -------- | -------- | ------ |
| 1996  | Championnats du monde junior        | Sydney   | 2e       | 5,30 m |
| 2002  | Championnats d'Europe en salle      | Vienne   | 2e       | 5,75 m |
| 2002  | Championnats d'Europe               | Munich   | 4e       | 5,80 m |
| 2003  | Championnats du monde               | Paris    | 3e       | 5,85 m |
| 2004  | Coupe d'Europe des nations en salle | Leipzig  | 3e       | 5,55 m |
| 2004  | Championnats du monde en salle      | Budapest | 4e       | 5,70 m |